# Montezuma (Georgia)
Montezuma város az USA Georgia államában, Macon megyében. Lakosainak száma 3047 fő (2020. április 1.).

## Népesség
A település népességének változása:

| 2010 | 3 460 |
| 2020 | 3 047 |